# Cherhill
Cherhill è un villaggio nello Wiltshire, Inghilterra. Si trova sulla strada A4 tra Calne e Marlborough, a circa 87 miglia (140 chilometri) ad ovest di Londra.
Cherhill è noto per il cavallo Bianco di Cherhill, inciso sul fianco di una collina di gesso nel 1780.

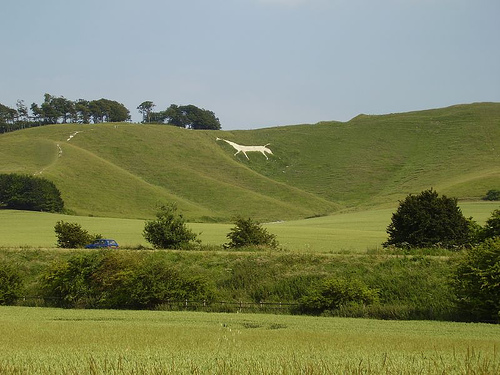
Cavallo Bianco di Cherhill

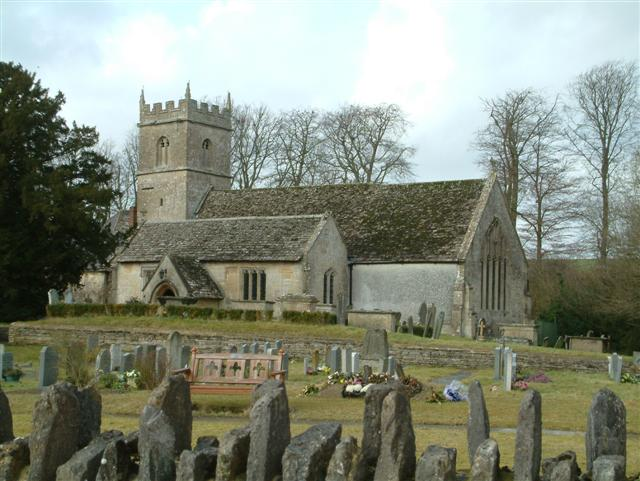
Chiesa di Tutti i Santi a Yatesbury

Il villaggio ha una popolazione di circa novecento persone e una miscela di alloggi che vanno dai cottage dal tetto di paglia per le case di nuova costruzione. Ha una chiesa anglicana, la scuola, pub, sala comunale e la squadra di cricket. Si trova sulla strada vecchia A4, che si estende dal centro di Londra a Bristol.
Sul Downs di Cherhill, che sono di proprietà del National Trust, si trovano i resti di un insediamento neolitico chiamato Oldbury Hill Fort.